# Jan Gavan

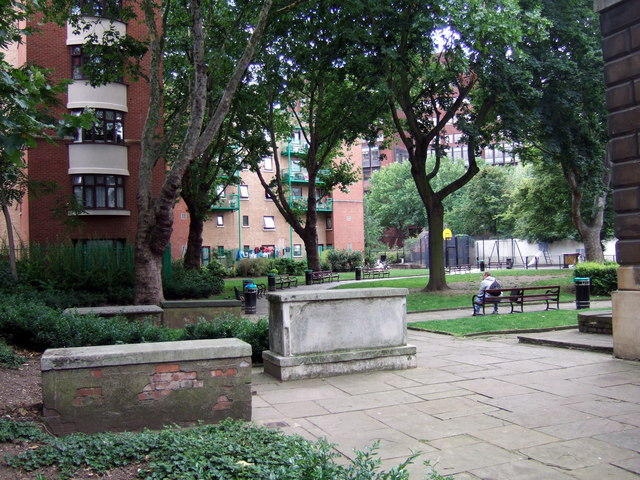
Przykościelny cmentarz
St Giles in the Fields.

Jan Gavan SJ, ang. John Gavan (ur. 1640 w Londynie, zm. 20 czerwca 1679 w Tyburn) – angielski prezbiter z zakonu jezuitów, ofiara antykatolickich prześladowań w Anglii okresu reformacji, zabity na podstawie sfabrykowanych zarzutów o udziale w spisku, na fali represji zapoczątkowanych przez Henryka VIII ustanawiającego zwierzchność króla nad państwowym Kościołem anglikańskim, czczonych przez Kościół katolicki jako męczennik za wiarę.

## Życiorys
Był rodowitym Londyńczykiem. Podjął studia na kontynencie w kolegium angielskim w Saint-Omer, a w 1660 roku rozpoczął nowicjat Towarzystwa Jezusowego. Naukę kontynuował w Liège. Dziesięć lat po wstąpieniu do zakonu jezuitów ukończył studia teologiczne w Rzymie i został wyświęcony na kapłana. W 1671 roku został skierowany do Anglii, gdzie większość czasu spędził realizując powołanie przez apostołowanie w hrabstwie Staffordshire. Śluby wieczyste złożył 15 sierpnia 1678 roku w Boscobel. Ze względu na łagodne usposobienie zwany był w środowisku „aniołem”. Z gorliwością duszpasterzował rodakom przyczyniając się do nawróceń i konwersji protestantów na katolicyzm.
Poszukiwany listem gończym, aresztowany został w Londynie 29 stycznia 1679 roku, na skutek denuncjacji dla nagrody 50 funtów. Dołączył do pomówionych przez Tytusa Oatesa o udział w spisku i uwięziony w więzieniu Newgate.
Stanął przed trybunałem pod zarzutem udziału w rzekomym tajnym porozumieniu mającym na celu zabójstwo protestanckiego króla Karola II wraz z Tomaszem Whitbreadem, Janem Fenwickiem, Wilhelmem Harcourtem i Antonim Turnerem. 13 czerwca w Old Bailey, za współudział w „spisku” wszyscy oskarżeni zostali skazani na śmierć przez powieszenie, wybebeszenie i poćwiartowanie. Wyrok wykonano 20 czerwca 1679 roku. Wszyscy skazańcy odrzucili ułaskawienie warunkowane przyznaniem się do winy, a następnie pogrążyli się w modlitwie. Pochowani zostali na przykościelnym cmentarzu St Giles in the Fields.

## Znaczenie
Relacja z procesu i skazania pięciu jezuitów „Za zdradę stanu przez spisek na życie króla i działalność wywrotową przeciwko władzy i religii protestanckiej" został opublikowany w Londynie w 1679 roku.
Jan Gavan ze współtowarzyszami beatyfikował papież Pius XI 15 grudnia 1929.
Relikwie męczennika znajdują się na terenie St Giles in the Fields.
Wspomnienie liturgiczne błogosławionego męczennika w Kościele katolickim obchodzone jest w Dies natalis (20 czerwca).